# کیم بیونگ جی
کیم بیونگ جی (انگلیسی: Kim Byung-ji؛ زادهٔ ۸ آوریل ۱۹۷۰) یک بازیکن فوتبال اهل کره جنوبی است.
وی همچنین در تیم‌های ملی فوتبال کره جنوبی کره جنوبی کره جنوبی بازی کرده‌است.